# Surovka
Surovka (en rus: Суровка) és un poble de l'óblast de Saràtov, a Rússia, segons el cens del 2010 tenia 4 habitants. Pertany al districte municipal de Líssie Gori.